# Coelorinchus immaculatus
Coelorinchus immaculatus är en fiskart som beskrevs av Sazonov och Tomio Iwamoto 1992. Coelorinchus immaculatus ingår i släktet Coelorinchus och familjen skolästfiskar. Inga underarter finns listade i Catalogue of Life.